# سيندي ووكر
سيندي ووكر (بالإنجليزية: Cindy Walker)‏ هي كاتبة غنائية ومغنية ومغنية مؤلفة أمريكية، ولدت في 20 يوليو 1918 في تكساس في الولايات المتحدة، وتوفيت في 23 مارس 2006 في ماهيا في الولايات المتحدة.

## وصلات خارجية
- سيندي ووكر على موقع IMDb (الإنجليزية)
- سيندي ووكر على موقع ميوزك برينز (الإنجليزية)
- سيندي ووكر على موقع أول ميوزيك (الإنجليزية)
- سيندي ووكر على موقع ديسكوغز (الإنجليزية)
- سيندي ووكر على موقع قاعدة بيانات الفيلم (الإنجليزية)